# Hazırım
Hazırım (/ħazɯrɯm/) è il primo album dalla cantante turca-albanese Candan Erçetin, pubblicato nel 1996.

## Tracce
1. Sevdim Sevilmedim
2. Hangi Aşk Adil Ki?
3. Bir Sır Gibi
4. Vakit Varken
5. Hazırım
6. Nar Çiçeği
7. Umrumda Değil (Kapıma Dayanma Sakın, Yakarım İnan)
8. Al Elimi Kara Sevda
9. Daha
10. Gel Yeter
11. Ninni
12. Umrumda Değil (remix)